# Вьюнки (Кировоградская область)
Вьюнки (укр. В'юнки) — село в Анновской сельской общине Новоукраинского района Кировоградской области Украины.
Население по переписи 2001 года составляло 270 человек. Почтовый индекс — 27134. Телефонный код — 5251. Код КОАТУУ — 3524085202.